# Zryw (jacht)
Zryw – polski jednomasztowy jacht żaglowy klasy Taurus. Jest jednym z trzech (obok Daru Szczecina i Magnolii) jachtów będących własnością miasta Szczecin.
Jacht Zryw zbudowany został w 1978 roku w Morskiej Stoczni Jachtowej imienia Leonida Teligi. Projektantami jachtu byli Kazimierz „Kuba” Jaworski i Czesław Gogołkiewicz. Taurus, bo tak nazywała się zaprojektowana przez nich klasa jachtów, miała być przede wszystkim szybka. W wyniku ich pracy powstał niespełna 11-metrowy jacht, posiadający jak na tamte czasy wiele nietypowych rozwiązań.
Historia jachtów tej klasy pokazała jednak, że jednostki te, chociaż szybkie i zwrotne, to jednak wymagają od kapitanów dużego wyczucia zwłaszcza w trudnych warunkach atmosferycznych. Bardzo szybko należy refować (zmniejszać powierzchnie ożaglowania) grota – w przeciwnym wypadku jacht staje się tak silnie nawietrzny, że sternik nie jest w stanie utrzymać jachtu na kursie. W skrajnych sytuacjach – i przy silnych sternikach – zdarzało się, że załogi łamały ster (Zryw w sztormie koło Bornholmu w 2002 roku).